# Antiquarium arborense
L'Antiquarium Arborense è il più importante museo di Oristano.
Questo conserva principalmente reperti archeologici provenienti dai nuraghi della zona e dalla città di Tharros.
Ospita, inoltre, importanti opere artigianali spagnole del XV-XVI secolo.
Di particolare rilevanza storica per la città, due iscrizioni medievali documentano la costruzione della torre e delle mura, risalenti al XIII secolo d.C.